# Alexia Arisarah Schenkel
Alexia Arisarah Schenkel (* 15. Dezember 1996) ist eine schweizerisch-thailändische Skirennfahrerin. Sie startet hauptsächlich in den technischen Disziplinen Riesenslalom und Slalom.

## Karriere
Schenkel gab ihr internationales Renndebüt am 30. März 2013 bei einem FIS-Slalom in Chamrousse. Damals startete sie noch für den Schweizer Skiverband, war sogar Mitglied des Zürcher Regionalkaders, musste jedoch ihre Karriere nach Verletzungen immer wieder unterbrechen.
In der Qualifikation für die Olympischen Winterspiele 2018 setzte Schenkel sich um den thailändischen Quotenplatz gegen Vanessa-Mae durch. Bei Wettkämpfen in Pyeongchang schied sie jedoch sowohl im Riesenslalom als auch im Slalom aus.
Im Anschluss an die Spiele trat Schenkel noch bei einigen FIS-Rennen in Südkorea an, danach trat sie als Skirennläuferin nicht mehr in Erscheinung.

## Erfolge

### Olympische Winterspiele
- Pyeongchang 2018: DNF Riesenslalom, DNF Slalom

### Weitere Erfolge
- 2 Platzierungen unter den besten 10 bei FIS-Rennen